# McDonnell Douglas YC-15
Die McDonnell Douglas YC-15 ist der Prototyp eines Transportflugzeugs, das McDonnell Douglas in den 1970er Jahren für die US-Luftwaffe entwickelte.

## Entwicklung
1963 begann die US-Luftwaffe erstmals mit Planungen, die Lockheed C-130 Hercules durch einen neuartigen Transporter zu ersetzen. Das daraufhin gestartete Projekt zur Entwicklung eines Flugzeugs mit Senkrecht-/Kurzstart-Fähigkeit (VSTOL) erwies sich aber als zu aufwendig. Bei dem ab 1972 nachfolgenden Wettbewerb ohne Senkrechtstart-Anforderung namens Advanced Medium STOL Transport (AMST) erhielten zwei Unternehmen Aufträge zum Bau von jeweils zwei Prototypen: Boeing entwickelte die YC-14 und McDonnell Douglas in Konkurrenz dazu die YC-15, die später zur Grundlage der McDonnell Douglas C-17 werden sollte.
Um die geforderten STOL-Eigenschaften erfüllen zu können, nutzten beide Hersteller das Prinzip der forcierten Anströmung aerodynamisch wirksamer Flächen zur Steigerung des Auftriebs. Während Boeing bei seiner YC-14 den Triebwerksstrahl über die Tragflächenoberseite und die Klappen führte, um den Coandă-Effekt ausnutzen zu können, ordnete McDonnell Douglas die vier Triebwerke der YC-15 konventionell unter den Tragflügeln an. Im Langsamflug ragen große, doppelt geschlitzte Klappen an der Flügelhinterkante in den Abgasstrahl und lenken diesen nach unten ab. Ein Teil des Strahls strömt außerdem durch die Spalten über die Oberseite der Klappen und erzeugt so zusätzlichen Auftrieb. Die beiden gebauten Prototypen (Kennzeichen 72-1875 und 72-1876) hatten unterschiedliche Spannweiten: 40,4 Meter beziehungsweise 33,6 m.
Ihren Erstflug hatte die McDonnell Douglas YC-15 am 26. August 1975. Bis zum Ende der Flugtests im Jahr 1977 absolvierten die zwei Prototypen rund 600 Flugstunden. Obwohl die Flugerprobung bei beiden Konkurrenzmodellen gute Leistungen zeigte, ging aus Budgetgründen weder die YC-15 noch die YC-14 in Serie. Im November 1979 schließlich stoppte das US-Verteidigungsministerium das AMST-Programm. Bei der Entwicklung der C-17 stützte sich McDonnell Douglas auf den Entwurf der YC-15.
Ab Ende August 1979 wurden die Maschinen beim AMARG zwischengelagert. Der erste gebaute Prototyp (72-1875) ging zunächst an das nahegelegene Pima Air & Space Museum, bis McDonnell Douglas ihn 1996 wieder in einen flugtauglichen Zustand versetzte. Seit April 1997 ist dieses Exemplar unter dem zivilen Kennzeichen N15YC registriert. McDonnell Douglas und die US-Luftwaffe nutzten sie seither als Testflugzeug für neue Technologien, die dann bei der C-17 zur Anwendung kommen konnten, wodurch die Luftwaffe ein C-17-Testflugzeug sparte.
Seit Januar 2009 steht die N15YC als Gateguard vor einem Eingang zur Edwards AFB.

## Technische Daten
| Kenngröße             | Daten                                                                    |
| --------------------- | ------------------------------------------------------------------------ |
| Typ                   | Prototyp eines strategischen Transporters                                |
| Länge                 | 37,90 m                                                                  |
| Spannweite            | 33,60 bzw. 40,40 m                                                       |
| Tragflügelfläche      | 162 m²                                                                   |
| Flügelstreckung       | 6,97 bzw. 10,08                                                          |

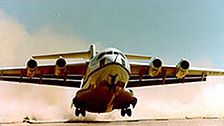
Der Prototyp YC-15 beim Start von der Edwards AFB

| Tragflächenbelastung  | - minimal (Leermasse): 294 kg/m² - maximal (max. Startmasse): 607 kg/m²  |
| Höhe                  | 13,20 m                                                                  |
| Leermasse             | 47.600 kg                                                                |
| max. Startmasse       | 98.286 kg                                                                |
| Höchstgeschwindigkeit | 861 km/h                                                                 |
| max. Flughöhe         | 9144 m                                                                   |
| max. Reichweite       | 4815 km                                                                  |
| Triebwerke            | vier Pratt & Whitney JT8D-17-Mantelstromtriebwerke mit je 71,20 kN Schub |